# Olearia polita
Olearia polita là một loài thực vật có hoa thuộc họ Asteraceae.
Loài này chỉ có ở New Zealand.